# Triplectides medius
Triplectides medius är en nattsländeart som först beskrevs av Navás 1931.  Triplectides medius ingår i släktet Triplectides och familjen långhornssländor. Inga underarter finns listade i Catalogue of Life.